# 키어스틴 질리브랜드
키어스틴 질리브랜드(영어: Kirsten Gillibrand, 1966년 12월 9일 ~ )는 미국의 여성 정치인이다. 2009년 1월 힐러리 클린턴의 후임으로 뉴욕주 연방 상원의원으로 지명되었다.
뉴욕주 올버니 출신이며, 다트머스 대학교와 캘리포니아 대학교 로스앤젤레스 로스쿨을 졸업하였다. 변호사로 활동했으며, 연방 주택도시개발부에서 근무한 경력이 있다. 2006년 뉴욕주 중부를 지역구로 하는 연방 하원의원 선거에 민주당 소속으로 출마, 당시 현직 공화당 의원을 꺾고 당선되며 지역에서 급부상한 정치인이 되었다.
2008년 말, 힐러리 클린턴 뉴욕주 연방 상원의원이 국무부 장관으로 지명되면서 질리브랜드는 다른 몇 명과 함께 힐러리 클린턴의 상원의원 후임 후보로 거론되기 시작하였다. 클린턴은 그 이듬해 1월 21일, 국무장관으로 공식 취임하여 상원의원 자리는 공석이 되었다. 뉴욕 주에서 공석이 된 상원의원 자리의 후임자는 주지사가 지명하도록 되어 있으며, 이에 따라 데이비드 패터슨 뉴욕 주지사는 1월 23일 질리브랜드를 상원의원 후임자로 지명하였다. 질리브랜드는 1월 26일 정식으로 상원의원 선서를 하고 상원의원의 자리에 올랐으며, 2010년 보궐선거에서 당선되었다.
2019년 1월 민주당 대선후보 경선 출마 의사를 밝혔으며, 3월 출마를 공식적으로 선언했다. 6월 1차 TV토론회 및 7월 2차 TV토론에 참가한 뒤, 같은 해 8월 트위터를 통해 경선 캠페인 중단 소식을 밝혔다.

## 역대 선거 결과
| 선거명        | 직책명                     | 대수  | 정당   | 득표율 | 득표수      | 결과 | 당락                   |
| ------------- | -------------------------- | ----- | ------ | ------ | ----------- | ---- | ---------------------- |
| 2006년 선거   | 하원의원 (뉴욕 제20선거구) | 110대 | 민주당 | 53.10% | 125,168표   | 1위  | 하와이주 하원의원 당선 |
| 2008년 선거   | 하원의원 (뉴욕 제20선거구) | 111대 | 민주당 | 62.12% | 193,651표   | 1위  | 하와이주 하원의원 당선 |
| 2010년 재선거 | 상원의원 (뉴욕 제1부)      | 112대 | 민주당 | 62.94% | 2,836,361표 | 1위  | 뉴욕주 상원의원 당선   |
| 2012년 선거   | 상원의원 (뉴욕 제1부)      | 113대 | 민주당 | 72.17% | 4,813,933표 | 1위  | 뉴욕주 상원의원 당선   |
| 2018년 선거   | 상원의원 (뉴욕 제1부)      | 116대 | 민주당 | 66.96% | 4,056,931표 | 1위  | 뉴욕주 상원의원 당선   |
| 2024년 선거   | 상원의원 (뉴욕 제1부)      | 116대 | 민주당 | 58.82% | 4,711,298표 | 1위  | 뉴욕주 상원의원 당선   |